# Tre Croci
Tre Croci is een plaats (frazione) in de Italiaanse gemeente Vetralla.